# August Theodor Låstbom
August Theodor Låstbom, född 1815 i Västerås, död 1845 i Uppsala, var en svensk biografisk författare.
Låstbom utgav Upsala academies matrikel (1841), Svea och götha höfdingaminne (1842-43, supplement till Stjernmans liknämnda verk) samt (jämte J.E. Fant) Upsala ärkestifts herdaminne (1842-45) med flera liknande arbeten och var en flitig medarbetare i "Biographiskt lexicon". I Riksarkivet förvaras i manuskript en mängd av Låstbom utarbetade ämbetsmannalängder.